# Thomas Höpel
Thomas Höpel (* 6. Februar 1968 in Luckenwalde) ist ein deutscher Historiker.

## Leben und Wirken
Höpel studierte von 1989 bis 1995 an den Universitäten Leipzig und Rennes Geschichte und Romanistik. Im Jahre 2000 wurde er an der Universität Leipzig mit einer Studie zu Emigranten der Französischen Revolution in Preußen 1789 bis 1806 promoviert. Im Jahre 2007 habilitierte er sich mit einer vergleichenden Studie zur kommunalen Kulturpolitik in Frankreich und Deutschland. Von 2008 bis 2010 hatte er die Vertretungsprofessur für Neuere Geschichte an der Universität Heidelberg inne. 2010 war er als Gastwissenschaftler am LARHRA (Laboratoire de recherche historique Rhône-Alpes) in Lyon tätig. Seit 2011 ist er außerplanmäßiger Professor am Institut für Kulturwissenschaft der Universität Leipzig. Dort hat er 2013/14 die Professur für Vergleichende Kultur- und Gesellschaftsgeschichte des modernen Europas vertreten. 2020/21 vertrat er an der Universität Potsdam die Professur für Brandenburgisch-Preußische Geschichte.
Höpel forscht und lehrt zur vergleichenden Kultur- und Gesellschaftsgeschichte des modernen Europas; besondere Forschungsschwerpunkte sind dabei die vergleichende Stadtgeschichte, die Geschichte der Kulturpolitik in Europa, die Geschichte der Französischen Revolution und ihre Auswirkungen in Europa, Umwelt- und Konsumgeschichte sowie Frauen- und Geschlechtergeschichte. Von 1993 bis 2011 war er Redaktionssekretär der Zeitschrift Grenzgänge. Beiträge zu einer modernen Romanistik.
Er ist verheiratet und hat eine Tochter.

## Veröffentlichungen (Auswahl)
Monografien
- Frauenwahlrecht und Demokratisierung in Leipzig 1900–1933 (= Quellen und Forschungen zur Geschichte der Stadt Leipzig, Band 22), Leipziger Universitätsverlag, Leipzig 2020, ISBN 978-3-96023-366-4.
- Opposition, Dissidenz und Resistenz in Leipzig 1945–1989 (= Quellen und Forschungen zur Geschichte der Stadt Leipzig, Band 16), Leipziger Universitätsverlag, Leipzig 2018, ISBN 978-3-96023-202-5.
- Kulturpolitik in Europa im 20. Jahrhundert. Metropolen als Akteure und Orte der Innovation (= Moderne europäische Geschichte, Band 13), Wallstein-Verlag, Göttingen 2017, ISBN 978-3-8353-3046-7.
- „Die Kunst dem Volke“. Städtische Kulturpolitik in Leipzig und Lyon 1945–1989, Leipziger Universitätsverlag, Leipzig 2011, ISBN 978-3-86583-493-5.
- Von der Kunst- zur Kulturpolitik. Städtische Kulturpolitik in Deutschland und Frankreich 1918–1939 (= Beiträge zur Stadtgeschichte und Urbanisierungsforschung, Band 7). Franz Steiner, Stuttgart 2007, ISBN 978-3-515-09106-0.
- Emigranten der Französischen Revolution in Preußen. Eine Studie in vergleichender Perspektive (= Deutsch-Französische Kulturbibliothek, Band 17), Leipziger Universitätsverlag, Leipzig 2000.
- mit Matthias Middell: Einführung in die französische Geschichte 1500–1945. Leipziger Universitätsverlag, Leipzig 1993, ISBN 3-929031-24-8 (2., überarbeitete Auflage 1999).

Herausgeberschaften
- mit Torben Ibs: Cultural Policy and Culture in Transformation. Central and Eastern Europe since 1989 (= Comparativ. Zeitschrift für Globalgeschichte und vergleichende Gesellschaftsforschung, Nr. 2/2021), Leipzig 2021.
- mit Ralf Pannowitsch: Edgar Bérillon, Die Psychologie der deutschen Rasse. Nach ihren objektiven und spezifischen Merkmalen, Wallstein-Verlag, Göttingen 2020, ISBN 978-3-8353-3691-9
- mit Hannes Siegrist: Kunst, Politik und Gesellschaft in Europa (19. und 20. Jahrhundert) (= Europäische Geschichte in Quellen und Essays), Franz Steiner Verlag, Stuttgart 2017.
- mit Steffen Sammler: Kulturpolitik und Stadtkultur in Leipzig und Lyon vom 18. zum 20. Jahrhundert, Leipziger Universitätsverlag, Leipzig 2004.
- Neue Forschungen zur Französischen Revolution von 1789 (= Grenzgänge. Beiträge zu einer modernen Romanistik, Heft 20), Leipziger Universitätsverlag, Leipzig 2003.
- Deutschlandbilder – Frankreichbilder. Rezeption und Abgrenzung zweier Kulturen 1700–1850, Leipziger Universitätsverlag, Leipzig 2001.
- mit Katharina Middell: Refugiés und Emigrés. Migration zwischen Frankreich und Deutschland im 18. Jahrhundert (= Comparativ, Nr. 5/6), Leipziger Universitätsverlag, Leipzig 1997.
- mit Dieter Tiemann: 1945 – 50 Jahre danach. Aspekte und Perspektiven im deutsch-französischen Beziehungsfeld, Leipziger Universitätsverlag, Leipzig 1996.
- mit Roger Dupuy und Matthias Middell: Widerstände gegen Revolutionen 1789–1989, Leipziger Universitätsverlag, Leipzig 1994.